# Escapulário de Nossa Senhora do Carmo

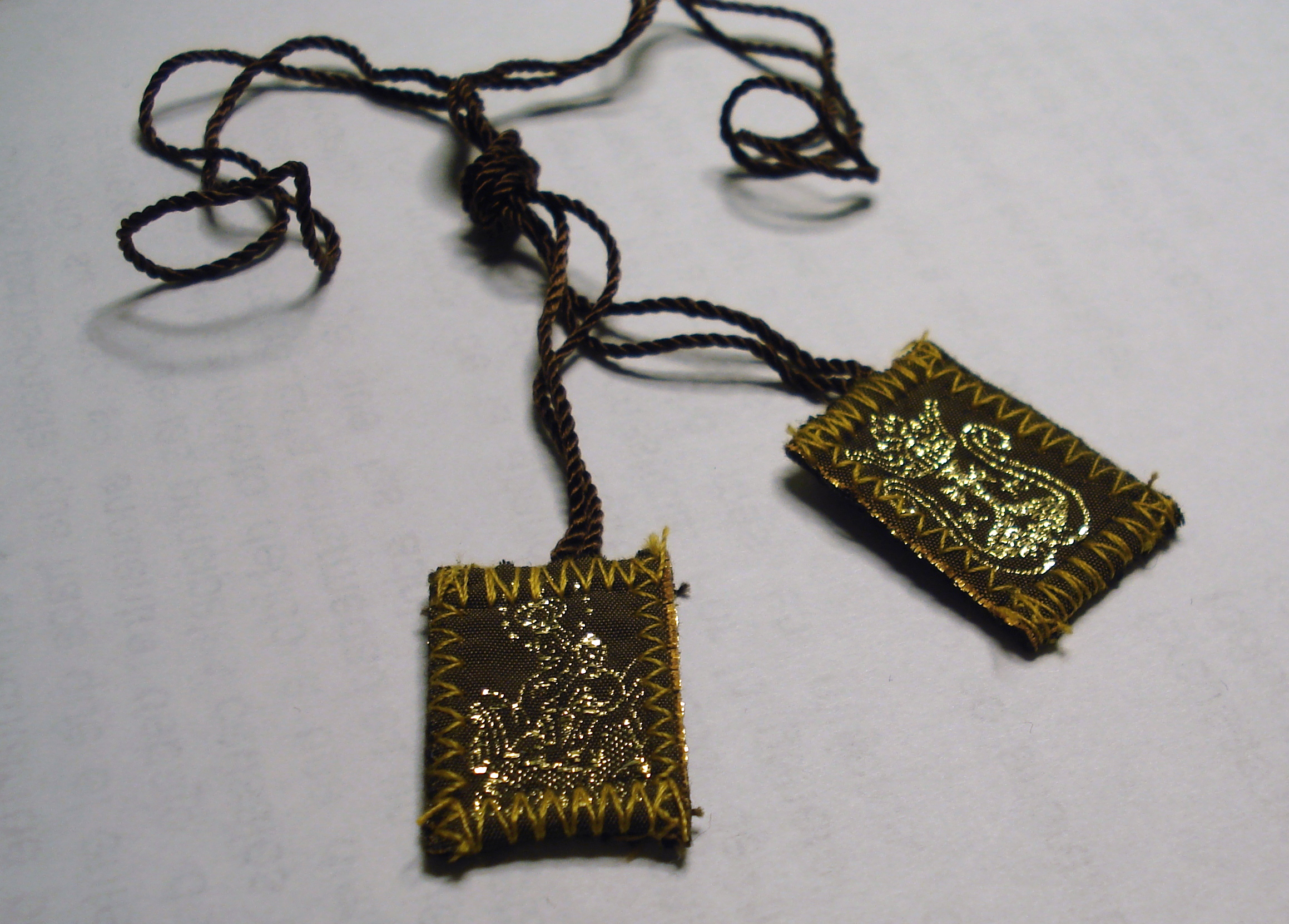
Um escapulário do Carmo.

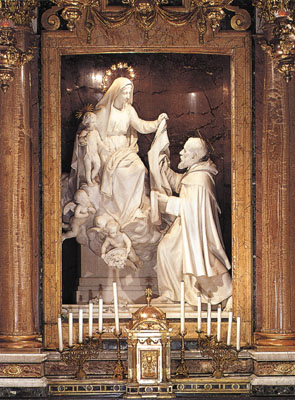
A Virgem Maria entrega a São Simão Stock o escapulário (Sec. XIX; Igreja de Santa Maria da Vitória, Roma).

O Escapulário de Nossa Senhora do Carmo (ou, simplesmente, Escapulário do Carmo) é definido como sendo uma "tira de pano que os frades e freiras de certas ordens trazem sobre o peito" (Dicionário Aurélio). Normalmente, quando se fala de um escapulário costuma referir-se sempre ao escapulário da Ordem do Carmo, que é reconhecido pela Igreja Católica e que todos os Papas do século XX usaram.
O Escapulário do Carmo é um sinal externo de devoção mariana. Os seus utilizadores (quer sejam religiosos quer sejam leigos) pertencem automaticamete à Ordem Carmelita e consagram-se à Virgem Maria, na esperança de obter a sua especial proteção e intercessão. O distintivo externo desta pertença ou consagração/devoção é precisamente o pequeno escapulário marrom, que é constituído por duas peças de tecido marrom de lã atadas entre si por uma corda. O escapulário recorda aos seus utilizadores o compromisso da Ordem Carmelita e o seu modo de vida e a dimensão mariana do carisma carmelita (que se caracteriza por uma vida de familiaridade com Maria, impregnada de oração, imitação, presença e prática de virtude). Para os leigos carmelitas, fiéis da doutrina e ensinamentos, os escapulários devem conter uma pequena parte, um pedaço, da roupa do frei que trabalhou nele.  Escapulários que são reconhecidos como objetos devocionais devem conter esta parte da roupa. Hoje em dia encontramos escapulários pode como uma medalha metálica (com uma das faces a ostentar uma imagem de Maria e a outra com uma imagem do Sagrado Coração de Jesus), mas estes não permitem verificar a existência do pedaço da veste, por este motivo prefira os convencionais, de corda ou de silicone.
Lembre-se ainda que o escapulário só pode ser utilizado após uma singular cerimônia de imposição, realizada pelo Sacerdote que impõe ou veste o fiel com o escapulário que não deve ser retirado, deixando de utilizar.  Quando o fiel recebe este escapulário recebe uma "veste" como os monges e frades da Igreja Católica.
O escapulário do Carmo é um sacramental, ou seja, é "um sinal sagrado segundo o modelo dos sacramentos, por meio do qual se significam efeitos, principalmente espirituais, obtidos pela intercessão da Igreja" . Concretamente, como meio de consagração, o escapulário fala - como dizia o Papa Pio XII - de humildade, de castidade, de oração contínua e de todas as virtudes da Mãe, das quais o devoto se deve revestir e é convidado a uma íntima união com Deus e ao serviço humilde do próximo na Igreja.
A devoção dos católicos afirma que, com seu materno amor, Maria cuida dos irmãos de Seu Filho que ainda peregrinam, vivendo no meio de perigos e dificuldades, até que cheguem à Pátria Celeste. A doutrina católica mariana afirma: «um verdadeiro devoto de Maria salva-se». O Escapulário do Carmo, assim entendido, concretiza a maternidade espiritual de Maria que protege na vida, salva na morte e intercede depois a morte.

## História
O Escapulário do Carmo está ligado a uma venerável tradição carmelita, a saber, à "visão" de São Simão Stock. Segundo esta tradição, Nossa Senhora do Carmo teria aparecido a São Simão Stock, em 1251, trazendo o escapulário na mão e dizendo: «Hoc tibi et tuis privilegium: in hoc moriens salvabitur». Por outras palavras: aquele que morrer usando o Escapulário com devoção não padecerá no fogo do inferno.
Vastíssima foi a difusão da devoção do Escapulário do Carmo entre os fiéis a partir do século XV. Houve vários Papas que eram devotos do Escapulário, tais como Inocêncio IV, João XXII, Alexandre V, Bento XIV, Pio VI, Clemente VII, Urbano VII, Nicolau V, Sixto IV, Clemente VII, Paulo III, São Pio V, Leão XI, Alexandre VII, Pio IX, Leão XIII, São Pio X, Bento XV, o Pio XI, Pio XII e São João Paulo II. Além de usarem o Escapulário, estes Papas estimularam e aconselharam os católicos a usá-lo e premiaram esta devoção, aprovando os seus privilégios e cumulando de favores as Confrarias do Carmo.
Houve também inúmeros santos que usaram o Escapulário, como por exemplo o Santo Afonso de Ligório, São Pedro Claver, São Carlos Borromeu, São Francisco de Sales, São João Maria Vianney, Beato Batista Mantovano, São Pompílio Pirrotti, São João Bosco, Santa Teresa de Ávila, Santa Teresinha do Menino Jesus, São João da Cruz, Santa Maria de Jesus e Edith Stein.
Deste modo, o escapulário tem servido de instrumento para estender a família Carmelita para além do círculo dos frades e freiras, com a ampla agregação de leigos devotos do Escapulário.

## Privilégios e benefícios
Quem usar o Escapulário e ser devoto a ele, obtém vários privilégios, tais como:
- proteção e intercessão especiais da Virgem Maria em todos os momentos da vida, da morte e mais além;
- a saída do Purgatório o quanto antes possível para quem morrer devotamente com ele;
- várias indulgências plenárias e parciais.

### Indulgências
Ganha-se indulgências parciais quem usar piedosamente o escapulário. Pode-se ganhar não só por beijá-lo, mas também por qualquer outro ato de efeito e devoção. Recebe-se também indulgências plenárias nos seguintes dias listados:
- No dia que se impõe o escapulário e que é por isso inscrito na Ordem Terceira do Carmo.

E nas seguintes festas:
- - Nossa Senhora do Carmo (16 de Julho);
  - São Simão Stock (16 de Maio);
  - Elias, o Profeta (20 de Julho);
  - Santa Teresa de Ávila (15 de Outubro),
  - Santa Teresinha do Menino Jesus (1 de outubro);
  - São João da Cruz (14 de Dezembro);
  - Todos os Santos Carmelitas (14 de Novembro).

### Privilégio sabatino

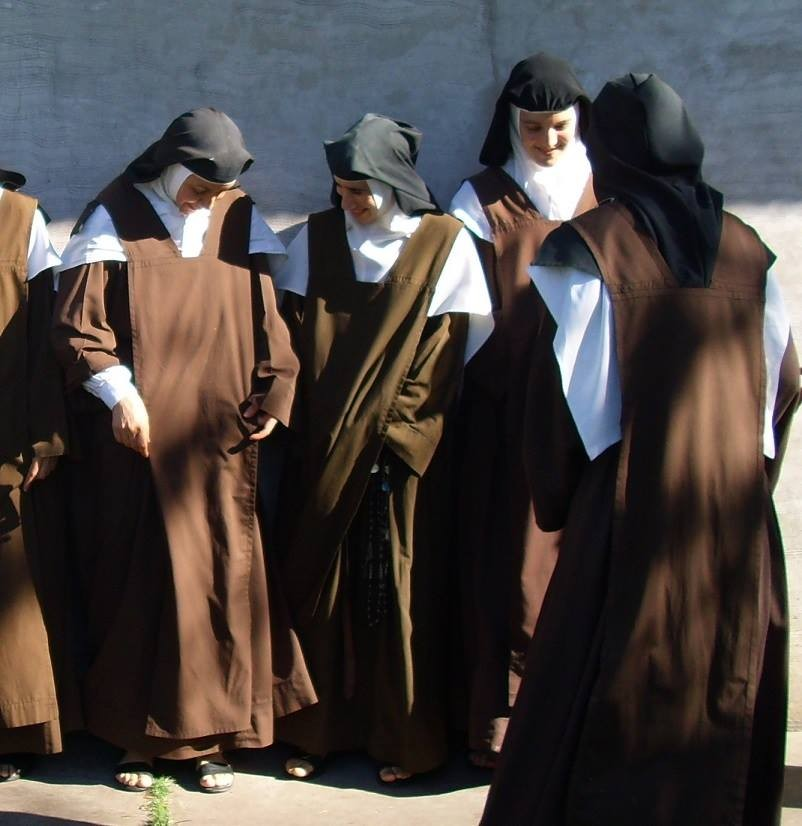
Irmãs Carmelitas com o escapulário

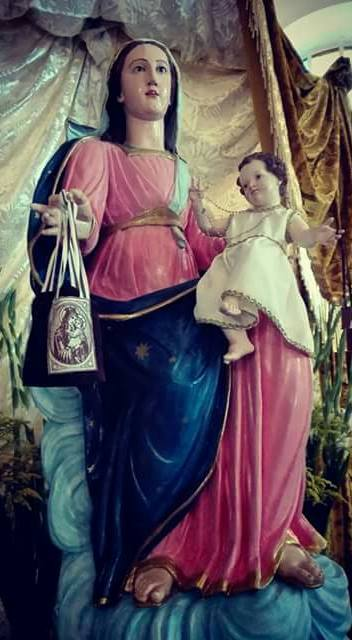
Nossa Senhora do Carmo, Acquafondata Italia

Uma das promessas de Nossa Senhora do Carmo a São Simão Stock se refere ao "privilégio sabatino", consiste que aquele que morrer usando o escapulário, sairá do Purgatório no primeiro sábado após sua morte. Este privilégio foi confirmada pela Bula "Sacratissimo uti culmine" do Papa João XXII, que tem também o relato de uma visão sua sobre este privilégio. Porém, esta bula, analisada pela moderna crítica histórica, foi considerada como não-autêntica e infundada pela Igreja e pelos historiadores. Porém, a Igreja permitiu aos carmelitas pregarem que "o povo cristão pode acreditar piamente na ajuda que as almas dos seus irmãos e membros, que partiram desta vida na caridade, que usaram o escapulário durante a sua vida, que já observaram a castidade, que recitaram o Pequeno Ofício de Nossa Senhora, ou, se não conseguirem ler, observaram os dias de jejum da Igreja e abstiveram-se de carne às quartas e sábados (exceto quando o Natal for em tais dias), serão socorridos após a morte - especialmente aos sábados, o dia consagrado pela Igreja à Santíssima Virgem - através da intercessão incessante de Maria, das suas piedosas petições, dos seus méritos e da sua proteção especial" (citação retirada da Súmula de indulgências e privilégios concedidos à Confraria do Escapulário do Carmo, aprovada no dia 4 de julho de 1908 pela Congregação das Indulgências). Se uma pessoa pecar contra a castidade ou deixar um dia de fazer a obra prescrita, poderá recuperar o privilégio ao confessar-se e cumprir a penitência.
É de salientar o facto de que esta súmula, baseada num outro documento anterior do Santo Ofício (1613), não menciona nem a bula de João XXII nem as visões deste Papa sobre o privilégio sabatino. Mas, por outro lado, este documento exprime a apreciação e aprovação da Santa Sé à fidelidade ao Escapulário do Carmo. Apesar de o documento não mencionar a libertação imediata do purgatório no primeiro sábado após a morte (o privilégio sabatino em sentido estrito), ele faz referência à especial proteção e intercessão incessante de Maria para os verdadeiros devotos do Escapulário. E o documento prefere também usar o termo mais lato "aos sábados", nunca mencionando o termo "no primeiro sábado". Neste sentido, a idéia do primeiro sábado "teria que ser entendida em sentido largo ou translato, visto que a sucessão de dias da semana só pode ser critério na terra, onde o tempo é medido pelo movimento dos corpos; no purgatório há apenas almas separadas de seus corpos". Ou seja, segundo esta interpretação, o termo "no primeiro sábado" foi formulado apenas para uma melhor compreensão dos crentes ao privilégio sabatino, que consiste num auxílio especial da Virgem Maria aos devotos do Escapulário, que podem assim saírem do Purgatório o mais rapidamente possível (em linguagem humana e figurada, "no primeiro sábado").
O privilégio sabatino, no seu sentido mais alargado dado pela Santa Sé, é válido e foi confirmado por vários Papas, tais como Alexandre V (1409), Clemente VII (1530), Paulo III (1534), Pio IV (1561), São Pio V (1566), Gregório XIII (1577), Paulo V (1613), Urbano VIII (1628), Clemente X (1673), Inocêncio XI (1678), São Pio X (1906), Pio XI (1922) e Pio XII (1950). Em 1950, o Papa Pio XII afirmou que, "certamente, a piedosa Mãe não deixará de fazer que os filhos expiem no Purgatório suas culpas, alcancem o antes possível a pátria celestial por sua intercessão, segundo o chamado privilégio sabatino, que a tradição nos transmitiu". Apesar de toda esta confirmação, os católicos não são obrigados de acreditar no privilégio sabatino, porque ele pertence às revelações privadas, que não fazem parte da Revelação divina.

## O escapulário, um sinal de forte devoção
O escapulário é um sinal forte de devoção, não devendo ser confundido como um objeto mágico ou de adoração, ele é apenas um sinal externo do amor do fiel por Maria. Compete então destacar que, fiel católico não utiliza o escapulário como sendo:
- Um amuleto (um objeto para uma proteção mágica);
- Uma garantia automática de salvação;
- Uma desculpa para não viver as exigências da vida cristã, ao contrário, remete o fiel a uma profunda devoção religiosa;